# Oliarus remansor
Oliarus remansor är en insektsart som beskrevs av Ronald Gordon Fennah 1968. Oliarus remansor ingår i släktet Oliarus och familjen kilstritar. Inga underarter finns listade i Catalogue of Life.